# Miltochrista nigralba
Miltochrista nigralba är en fjärilsart som beskrevs av George Francis Hampson 1894. Miltochrista nigralba ingår i släktet Miltochrista och familjen björnspinnare. Inga underarter finns listade i Catalogue of Life.